# Obizzo III d'Este
Obizzo III d'Este (14 de juliol de 1294- 20 de març de 1352). Marquès de Ferrara des de 1317 fins 1352.
Va ser fill d'Aldobrandino II d'Este i d'Alda Rangoni.
El Vicariat de Ferrara fou concedit el 31 de maig de 1329 pel Papa Joan XXII als tres germans d'Este, excloïnt al cosí Bertoldo d'Este. El Papa va firmar el poder a Avinyó, dirigit al cardenal Beltrando, per la estipulació de la investidura per una dècada per una quota anual de 10.000 florins d'or. La investidura es formalitzà el 1331 i formava part d'un conjunt de actes favorables per la familia d'Este, en el que se lis concedía el nombrament dels canònges de totes les col·legiates de Ferrara, l'amnistia de tots els contrates estipulats a Ferrara, la concessió del districte al moment de la excomunió i l'anul·lació de tots els procesos realitzats contra els membres de la familia d'Este per Lluís IV de Baviera.
Més andavant va guanyar el govern de Ferrara amb els seus germans Reinaldo d'Este (mort en 1335), Nicolò d'Este (mort en 1344), Folco II d'Este que era el nébot d'Azzo VIII, però al final del seu govern ho feia ell tot sol. La història mos recorda que va contribuí a donar més esplendor a les seves possessions familiars amb la conquesta de Mòdena en 1336 i de Parma de 1344 fins 1346.
En 1339 va apojar a Azzone Visconti contra l'intent de Lodrisio Visconti d'usurpar el senyoriu de Milà amb una tropa de soldats per afegir a la milícia ambrosiana, que va guanyar la victòria a la batalla de Parabiago el 21 de febrer de 1339.

## Matrimoni i descendència
Es casà dues vegades, la primera ho va fer amb Jacopa Pepoli el 1317 i déu anys després el 1347 amb Lippa Ariosti, una noble dama de Bolonia.
- Beatriu d'Este (1332-1387), es casà amb Valdemar I d'Anhalt-Zerbst
- Alda d'Este (1333-1381), es casà en 1356 amb Ludovico II Gonzaga, tercer capità del poble de Màntua.
- Aldobrandino III d'Este (1335-1361), Senyor i marquès de Ferrara.
- Elisa d'Este (1337-1349)
- Nicolau II d'Este (1338-1388), Senyor i marquès de Ferrara. Es casà amb Verde della Scala (morí el 1394) filla del senyor de Verona.
- Azzo d'Este (1340-1349)
- Folco d'Este (1342-1356)
- Constança d'Este (1343-1391), es casà amb Malatesta Ungaro i Onedei (1327-1372), condottiero, capità de ventura i Senyor de Rimini.
- Hug d'Este (1344-1370)
- Albert V d'Este (1347-1393), Senyor i marquès de Ferrara. Es casà dues vegades, la primera amb Joana de Roberti i la segona amb Isotta Albaresani.

Tingué dos fills naturals:
- Rinaldo (?-1347)
- Giovanni (?-1389)